# 国立病院機構花巻病院
独立行政法人国立病院機構花巻病院（どくりつぎょうせいほうじんこくりつびょういんきこうはなまきびょういん）は岩手県花巻市の医療機関。国立病院機構に所属する病院であり、政策医療分野における精神疾患および重症心身障害を対象とした医療を提供している。

## 概要
日本医療団の結核療養所として創設された。戦後は厚生省に移管されたが傷痍軍人も収容していたことから、1947年（昭和22年）、昭和天皇の戦後巡幸が行われた際には訪問先の一つとなった。その後の結核患者の減少と国立療養所の再編により、精神疾患および重症心身障害に対する医療を中心とした病院となった。1993年には国立花巻温泉病院を統合、施設は岩手医科大学へ譲渡され、岩手医科大学附属花巻温泉病院となっている（2019年3月31日をもって、附属花巻温泉病院は閉院した）。2004年の国立病院機構への移行後、病棟の集約が行われ、精神病棟のさくら病棟（60床）・かなん病棟（48床）、医療観察法病棟のみずき病棟（36床）、重症心身障害児（者）病棟のわかば病棟（60床）と各病棟に愛称がつけられている。
医療観察法における指定入院医療機関となっており、みずき病棟で重大な他害行為を行った触法精神障害者の入院治療を行っている。岩手県の精神科救急医療圏域においては岩手中部の救急対応病院となっており、岩手中部、釜石保健医療圏の精神救急医療を担っている。

## 沿革

### 国立花巻温泉病院
- 1939年（昭和14年）12月8日 - 傷痍軍人花巻温泉療養所として創設[4]
- 1945年（昭和20年）12月1日 - 国立花巻温泉療養所となる[4]
- 1946年（昭和21年）4月1日 - 国立岩手療養所分院花巻温泉療養所となる[4]
- 1952年（昭和27年）4月1日 - 国立岩手療養所より独立、国立陸中療養所へ改称し結核療養所となる[4]
- 1967年（昭和42年）4月1日 - 国立病院への転換により国立花巻温泉病院となる[4]

### 国立療養所南花巻病院
- 1946年（昭和21年）12月1日 - 日本医療団花巻療養所として創設[4]
- 1947年（昭和22年）4月1日 - 厚生省に移管、国立岩手療養所分院花巻療養所となる[4]
- 1951年（昭和26年）4月1日 - 国立岩手療養所より独立、国立花巻療養所となる[4]
- 1963年（昭和38年）月 - 国立療養所再編計画に基づき精神科を設置[4]
- 1970年（昭和45年）4月1日 - 国立療養所南花巻病院へ改称[4]
- 1974年（昭和49年）4月1日 - 精神療養所に転換（300床）[4]
- 1975年（昭和50年）7月1日 - 重症心身障害児（者）病棟（40床）を新設[4]
- 1976年（昭和51年）7月1日 - 重症心身障害児（者）病棟（40床）の増床が完了（精神300床、重心80床）[4]
- 1990年（平成2年）11月30日 - 認知症病棟（50床）を新設[4]
- 1992年（平成4年）3月30日 - デイケア棟・研修棟を新設[4]
- 1992年（平成4年）9月30日 - 研修宿泊施設・研究棟を新設[4]

### 国立病院機構花巻病院
- 1993年（平成5年）7月1日 - 国立療養所南花巻病院と国立花巻温泉病院が統合、国立療養所南花巻病院として発足[4]
- 2004年（平成16年）1月31日 - 精神50床廃止（精神250床、重心80床）[4]
- 2004年（平成16年）4月1日 - 独立行政法人化により国立病院機構花巻病院となる[4]
- 2005年（平成17年）3月3日 - 精神病棟（第2病棟）廃止[4]
- 2005年（平成17年）10月1日 - 医療観察法病棟(第7病棟）34床を開棟[4]
- 2007年（平成19年）2月28日 - 精神病棟（第3病棟）休棟[4]
- 2007年（平成19年）4月11日 - 精神病棟（第5病棟）休棟[4]
- 2007年（平成19年）7月4日 - 認知床病棟（第6病棟）閉鎖[4]
- 2007年（平成19年）10月1日 - 第2病棟を第1病棟へ集約（14床減）[4]
- 2008年（平成20年）2月19日 - 医療観察法病棟（第7病棟）2床増（36床）[4]
- 2009年（平成21年）4月1日 - 重心病棟（わかば病棟）を集約（2個病棟80床→1個病棟60床）[4]
- 2010年（平成22年）3月17日 - 第1病棟をさくら病棟（60床）として新築、第3病棟をかなん病棟、第7病棟（医療観察法病棟）をみずき病棟と改称[4]
- 2010年（平成22年）9月1日 - みずき病棟(医療観察法病棟）2床減（34床）[4]
- 2011年（平成23年）8月3日 - みずき病棟(医療観察法病棟）2床増（36床）[4]
- 2012年（平成24年）1月11日 - 旧第5病棟50床減（精神144床、重心60床、合計204床）[4]
- 2012年（平成24年）9月24日 - かなん病棟（48床）新築[4]

## 診療科
- 内科
- 精神科
- 神経科
- 整形外科
- リハビリテーション科
- 歯科

## 医療機関の指定
- 指定入院医療機関
- 精神科救急指定医療機関
- 精神科専門医研修施設
- 各種専門精神科医療実施施設
- 精神保健指定医症例短期取得可能施設
- 協力型臨床研修病院

## アクセス
- JR東日本東北本線、釜石線花巻駅4番のりばより岩手県交通バス石鳥谷線に乗車、「瀬畑口」で下車、徒歩10分
- 東北自動車道花巻南インターチェンジより車で約10分

## 外部サイト
- 独立行政法人国立病院機構 花巻病院ウェブサイト
- 独立行政法人国立病院機構ウェブサイト